# Heinkel He 220
O Heinkel He 220 foi um hidroavião de transporte concebido pela Heinkel, na Alemanha. Foi um projecto que ficou apenas no papel e nunca passou à fase de desenvolvimento.